# Julius Deussen
Julius Deussen (* 25. Juni 1906 in Leipzig; † 28. Dezember 1974) war ein deutscher Mediziner, Rassenhygieniker, Psychiater und Philosoph. In der Zeit des Nationalsozialismus war er verantwortlich für die Ermordung von behinderten Kindern. In der Bundeswehr war er Oberfeldarzt.

## Biografie

### Vor 1945
Julius Ernst Adolf Friedrich Johannes Deussen wurde als Sohn des Privatdozenten Dr. Ernst Deussen und seiner Ehefrau Johanna, geb. Wolff in Leipzig geboren. Sein Abitur machte er 1926 an der Freien Schulgemeinde Wickersdorf.
Ab 1926 studierte Deussen an der Universität Leipzig Medizin, Philosophie und Naturwissenschaften und war als Student mit Hans Prinzhorn bekannt, der ihn beeinflusste und sich wie er an der Philosophie von Ludwig Klages orientierte. 1933 wurde er mit seiner Arbeit Logisches und nichtlogisches im Geistprinzip bei Ludwig Klages zum Dr. phil promoviert. Zum 1. Mai 1933 trat er in die NSDAP ein (Mitgliedsnummer 2.381.637) und gründete in Leipzig den Arbeitskreis für biozentrische Forschung, der sich mit dem metaphysischen Teil der Philosophie von Klages befasste. Dieser Arbeitskreis beteiligte sich an der Arbeitsgemeinschaft der Deutschen Glaubensbewegung.
Das Studium der Medizin setzte Deussen in Freiburg im Breisgau fort, wo er 1936 approbierte. Zeitweilig war er als politischer Ausbilder und Pressereferent für die NSDAP tätig. Ab 1937 war er Ortsgruppenschulungsleiter der Partei. Nach Tätigkeiten in psychiatrischen Einrichtungen in Freiburg und Haina (Kloster) übernahm er 1939 die Leitung der Abteilung Erbpsychologie in der Deutschen Forschungsanstalt für Psychiatrie in München. Parallel hierzu war er seit 1939 Mitarbeiter im Rassenpolitischen Amt der Gauleitung München/Oberbayern. Er war bis 1945 enger Mitarbeiter von Ernst Rüdin.
Deussen nahm als Mitarbeiter des Kaiser-Wilhelm-Instituts für Psychiatrie im Zusammenhang mit der „Euthanasie“ Versuche an behinderten Kindern vor. Die Tötung der Kinder war integraler Teil der Versuchsanordnung.
Während des Zweiten Weltkrieges war Deussen als Militärpsychiater in Frankreich eingesetzt und 1943 für einige Monate bei der Heeresgruppe Nord in den deutsch besetzten Gebieten der heutigen Sowjetunion. Ab Herbst 1943 wurde er an die Heidelberger Psychiatrische Klinik von Carl Schneider abgeordnet und koordinierte mit diesem ein Forschungsprojekt über geistig behinderte Kinder, deren Tötung in der Anstalt Eichberg mit Luminal oder Morphiumscopolamin erfolgte. Deussen lieferte die Kinder in der Anstalt Eichberg ab und brachte ihre Gehirne zu Forschungszwecken nach Heidelberg zurück. Die Forschungsergebnisse wurden Gegenstand seiner Habilitation an der Medizinischen Fakultät Heidelberg, welche viel Lob erfuhr.

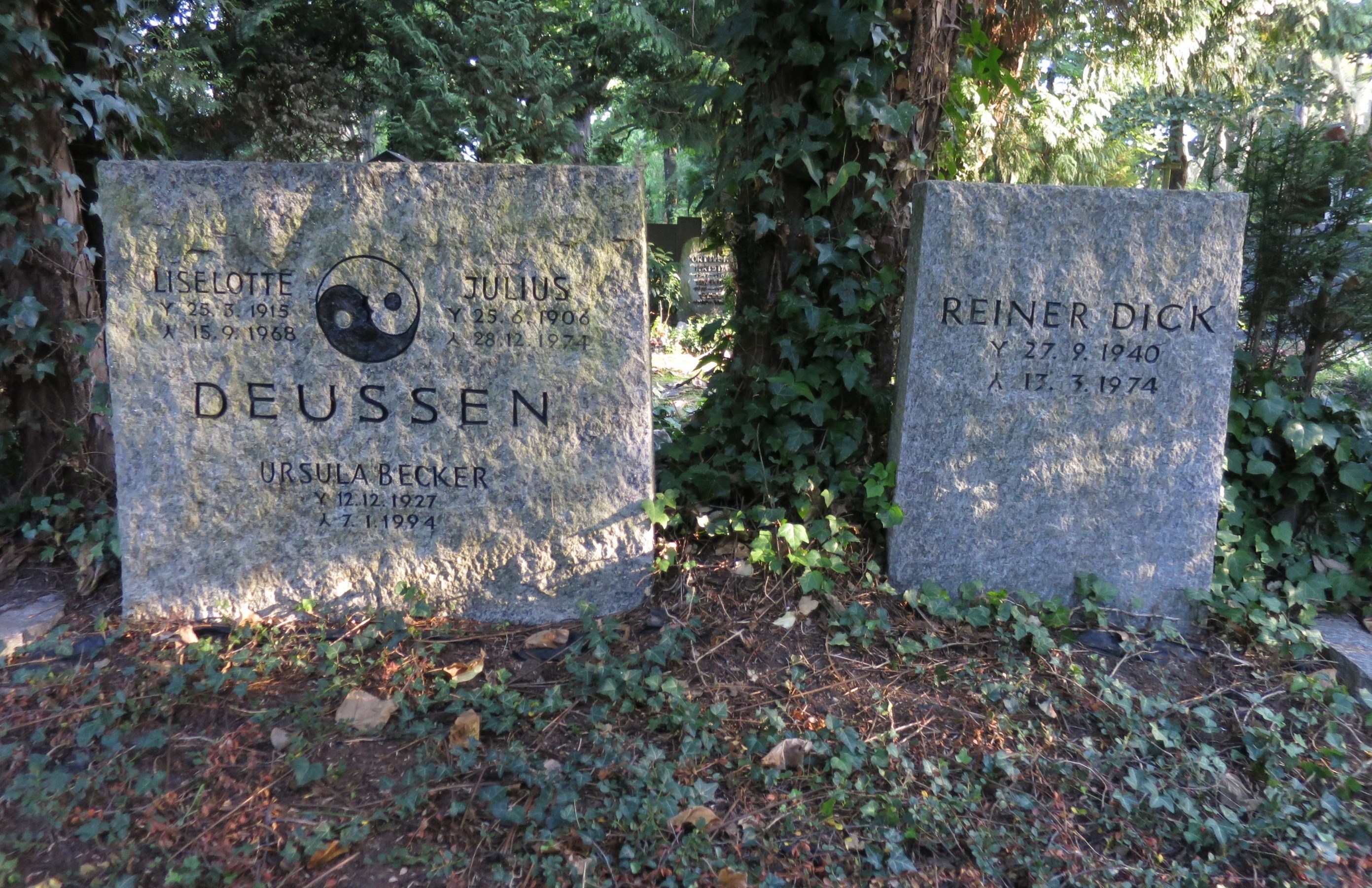
Grabstätte Deussen und Reiner Dick

### Nach 1945
Nach Kriegsende war Deussen zunächst als praktischer Arzt in Plankstadt bei Heidelberg tätig. Von 1955 bis 1956 arbeitete er als Regierungsmedizinalrat beim Bayerischen Justizministerium. Von 1956 bis zu seiner Pensionierung 1966 war er als Psychiater bei der Bundeswehr tätig, zunächst als Oberstabs- und Standortarzt in Bremen. 1960 wurde er nach Köln versetzt und war dort für die Begutachtung von Wehrdienstverweigerern zuständig.
Deussen starb 1974 im Alter von 68 Jahren und wurde auf dem Kölner Friedhof Melaten (Flur 55) beigesetzt.